# Filip Macek
Filip Macek (* 24. srpna 1972 Gottwaldov) je český varhaník, sbormistr, dirigent a pedagog.
Studoval na Vejvanovského konzervatoři v Kroměříži, v roce 1998 vystudoval řízení sboru na Hudební fakultě Janáčkovy akademie múzických umění v Brně u Lubomíra Mátla. Nakonec vystudoval také CMTF UP v Olomouci (dipl. práce: Mozartovo Requiem v kontextu historického vývoje smuteční mše).
Působil jako profesor Církevní konzervatoře v Kroměříži, v minulosti vyučoval hudbu na Arcibiskupském gymnáziu v Kroměříži, nyní na Stojanově gymnáziu na Velehradě a Katedrálním vzdělávacím středisku liturgické hudby a zpěvu v Olomouci.
Do roku 2016 působil jako sbormistr sboru AVE při Arcibiskupském gymnáziu v Kroměříži (sbor založil jeho otec František Macek), v současné době
je sbormistrem Pěveckého sboru Stojanova gymnázia, Vyškovského smíšeného pěveckého sboru a sboru Svatopluk z Uherského Hradiště. Působí též jako sbormistr a varhaník při velehradské bazilice svatého Cyrila a Metoděje a jako dirigent spolupracuje se zlínskou Filharmonií Bohuslava Martinů.
V roce 2007 získal cenu Dr. Antonína Tučapského za dirigentský výkon.